# Dexerto
『Dexerto』（デクセルト）は、Dexerto Limitedが運営するコンピュータゲームとエンターテインメントのニュースサイト。『フォーブス』の記事によると、『Dexerto』は「世界最大のゲームインフルエンサー・eスポーツメディアグループ」と説明されている。

## 受賞歴
『Dexerto』の共同創設者であるニコラス・ハルスマンズは、2022年度の「フォーブス30アンダー30」に選ばれた。